# Stephan Lamprecht
Stephan Lamprecht (* 29. Oktober 1968 in Hamburg) ist ein deutscher Sachbuchautor, Journalist und Blogger. Dabei hat er sich auf Informationstechnologie und internetaffine Themen spezialisiert.

## Leben
Lamprecht wuchs in Ahrensburg auf, wo er 1988 das Abitur an der Stormarnschule machte. Danach begann er ein Studium der neueren Geschichte und Germanistik an der Universität Hamburg, das er nach dem Grundstudium abbrach. Anschließend war er journalistisch tätig und u. a. Chefredakteur des österreichischen Magazins „PC Internet“.
Im Jahr 1996 wurde er Mitarbeiter für elektronische Medien bei Gruner + Jahr. Dabei war er am ersten Internetauftritt von Hamburger Morgenpost und Berliner Zeitung beteiligt. Ein Jahr später wechselte er zu Intershop, In den Folgejahren verfasste er Bücher und Artikel und war auch als Unternehmensberater tätig. Ein weiterer Auftraggeber war ZDNet.
Seit 1999 war er beim Hamburger Unternehmen Star Finanz beschäftigt. Im Jahr 2005 wechselte er zum Finanzdienstleister Dr. Klein. Seit 2010 ist Lamprecht nurmehr freiberuflich tätig.
Lamprecht ist auf kommunalpolitischer Ebene für die SPD tätig.

## Veröffentlichungen (Auswahl)
- Das Einsteigerseminar HTML 3.2. Kaarst : bhv 1996. ISBN 978-3-89360-923-9
- Professionelle Recherche im Internet. München: Hanser 1997. ISBN 978-3-446-19224-9, 2. Auflage 1999. 3. Auflage 2001.
- FrontPage 2000. Düsseldorf: Data Becker 1999. ISBN 978-3-8158-1572-4
- OpenOffice Writer 2.0. Forbach: Bomots-Verlag 2005. ISBN 2-915925-14-3
- KDE 3 für Einsteiger: Einführung in die Arbeit mit dem K Desktop Environment. München: Hanser 2005. ISBN 978-3-446-40022-1
- Outlook perfekt einsetzen. Düsseldorf: Data-Becker 2006. ISBN 978-3-8158-2853-3
- Unternehmenserfolg 2.0: welche Geschäftsmodelle im Internet wirklich funktionieren. München: Redline Wirtschaft 2008. ISBN 978-3-636-01574-7
- Webtracking mit Google Analytics. Düsseldorf: Data-Becker 2010. ISBN 978-3-8158-3041-3
- Social Networking. München: Compact 2012. ISBN 978-3-8174-8695-3
- Mein Business, mein Büro, mein Mac: Mac für Unternehmer und Freiberufler. Heidelberg: SmartBooks 2013. ISBN 978-3-944165-01-1
- OmniGraffle 6: überzeugende Grafiken auf Mac und iPad zeichnen. Heidelberg: SmartBooks 2015. ISBN 978-3-86490-244-4